# Jonathan Kazadi
Jonathan Malu Kazadi-Muyombu (Berna, 9 giugno 1991) è un cestista svizzero.

## Carriera
Il 4 gennaio 2018 viene annunciato il suo trasferimento dal Monthey all'Aix Maurienne.

## Palmarès

### Club
- Campionati svizzeri: 5

Fribourg Olympic: 2007-08, 2015-16, 2022-23, 2023-24, 2023-24
- Coppa di Svizzera: 2

Fribourg Olympic: 2016, 2024
- Coppa di Lega Svizzera: 5

Fribourg Olympic: 2008, 2009, 2010, 2024, 2025
- Supercoppa di Svizzera: 2

Fribourg Olympic: 2022, 2024

### Individuale
- MVP Coppa di Lega Svizzera: 1

2024